# Sister Rosetta Tharpe
Sister Rosetta Tharpe, født 20. marts 1915 i Cotton Plant, Arkansas, USA, død 9. oktober 1973 i Philadelphia, Pennsylvania, var en amerikansk sanger og guitarist. Hun var en af de første gospelartister der optrådte både i kirker og på natklubber og hun var en central figur i udbredelsen af gospelmusikken i 1930'erne og 1940'erne.
Tharpe er blevet kaldt "the godmother of rock and roll". Hun sang og spillede en blanding af åndelige tekster med et innovativt rytmisk akkompagnement, der inspirerede tidlige rock 'n'rollmusikere, blandt andre Little Richard, Muddy Waters, Chuck Berry, Elvis Presley og Jerry Lee Lewis.

## Biografi
Tharpes mor Katie Bell Nubin, der var sangerinde, mandolinspiller og prædikant i Church of God in Christ, opmuntrede tidligt sin datter til at synge og spille guitar. Allerede som fireårig optrådte Rosetta Tharpe sammen med moderen på forskellige evangeliske konventer i USA. Tharpe blev introduceret som "Little Rosetta Nubin, the singing and guitar playing miracle".
Efter et kortvarigt ægteskab med prædikanten Thomas Tharpe flyttede Tharpe til New York i 1938. I oktober 1938 indspillede hun fire sange for pladeselskabet Decca Records. "Rock Me," "That's All," "My Man and I" og "The Lonesome Road" var de første gospelsange der nogensinde blev indspillet på Decca. "That's All" var desuden den første sang hvor Tharpe spillede elguitar – den inspirerede senere artister som Chuck Berry og Elvis Presley.
I 1944 indspillede Tharpe sangen "Strange things happening every day" som beskrives som en af de første rock'n'roll indspilninger.
Sister Rosetta Tharpe fortsatte med at indspille musik hele sit liv.
Hun døde af et slagtilfælde i 1973, 58 år gammel og ligger begravet på Northwood Cemetery i Philadelphia.

## Album
- 1941 – The Lonesome Road, Decca 224
- 1951 – Blessed Assurance
- 1951 – Wedding Ceremony of Sister Rosetta Tharpe and Russell Morrison
- 1956 – Gospel Train
- 1957 – Famous Negro Spirituals and Gospel Songs
- 1959 – Sister Rosetta Tharpe, MGM
- 1960 – Sister Rosetta Tharpe, Omega
- 1960 – Gospels in Rhythm
- 1960 – Live in 1960
- 1961 – The Gospel Truth with the Sally Jenkins Singers
- 1961 – Sister Rosetta Tharpe, Crown
- 1962 – Sister on Tour
- 1964 – Live in Paris
- 1966 – Live at the Hot Club de France
- 1967 – Negro Gospel Sister Rosetta Tharpe and the Hot Gospel Tabernacle Choir and Players
- 1968 – Precious Memories, Savoy
- 1969 – Singing in My Soul, Savoy

### Singler
| År   | Single                                      | Hitlisteplacering |
| År   | Single                                      | US R&B            |
| ---- | ------------------------------------------- | ----------------- |
| 1945 | "Strange Things Happening Every Day"        | 2                 |
| 1948 | "Precious Memories"                         | 13                |
| 1948 | "Up Above My Head, I Hear Music in the Air" | 6                 |
| 1949 | "Silent Night (Christmas Hymn)"             | 6                 |

## EKsterne henvisninger
- Sister Rosetta Tharpe på Allmusic
- Sister Rosetta Tharpe på Discogs
- Sister Rosetta Tharpe på MusicBrainz
- Sister Rosetta Tharpe på Last.fm